# Distretto di Youjiang
Il distretto di Youjiang (右江区S, Yòujiāng QūP) è un distretto della Cina, situato nella regione autonoma di Guangxi e amministrato dalla prefettura di Baise.